# Šenuda z Atripe
Svatý Šenuda (Šenut, Sinuthius) z Atripe, zv. také Archimandrita (348–466) byl reformátor mnišského života, jeden z nejvýznamnějších starověkých spisovatelů v koptštině a archimandrita (opat) tzv. Bílého kláštera u Atripe v egyptské Thebaidě.

## Dílo
- Stephen Emmel: Shenoute's Literary Corpus. Peeters, Leuven 2004 (dizertace na Yale University 1993).

1. 2004, ISBN 90-429-1230-8 (Corpus Scriptorum Christianorum Orientalium; 599; Subsidia; 111)
2. 2004, ISBN 90-429-1231-6 (Corpus Scriptorum Christianorum Orientalium; 600; Subsidia; 112).

## Kláštery pojmenované po sv. Šenudovi
Po svatém archimandritovi Šenudovi jesou pojmenovány čtyři kláštery koptské ortodoxní církve:
- Klášter sv. Šenudy poblíž Suhagu, Egypt, známý také jako Bílý klášter
- Klášter sv. Šenudy v Miláně, Itálie
- Koptský klášter sv. Šenudy v Rochester, New York, U.S.A.
- St Shenouda Coptic Orthodox Monastery in Putty, New South Wales, Austrálie

V Anglii také existuje koptský pravoslavný kostel St Mary and St. Shenouda v Coulsdonu.